# Левокарнитин
L-карнити́н (лат. levocarnitinum, англ. levocarnitine, также л-карнитин, левокарнитин. Ошибочно называют витамин BT, витамин B11) — природное вещество, родственное витаминам группы В. Карнитин синтезируется в организме человека в достаточном объёме, однако в некоторых ранних материалах называется витаминоподобным веществом.
В организме человека присутствует в тканях поперечнополосатых мышц и печени. Является фактором метаболических процессов, обеспечивающих поддержание активности кофермента А (КоА).
В мировой медицине применяется при серьезных заболеваниях почек, требующих гемодиализа, и при генетически-обусловленном дефиците левокарнитина.
Несмотря на десятилетия исследований, нет убедительных доказательств, что приём здоровыми людьми добавок, содержащих карнитин, приводит к улучшению физической результативности

## История
L-карнитин был открыт в 1905 году В. С. Гулевичем и Р. П. Кримбергом (1874—1941), впоследствии профессором Харьковского университета, которые выделили его из ткани мышц, обозначив первоначально как витамин Вт. Впервые был синтезирован в 1960 году, а в 1962 году была определена его роль: он переносит длинноцепочечные жирные кислоты в митохондрии через внутреннюю мембрану последних.

## Биосинтез L-карнитина

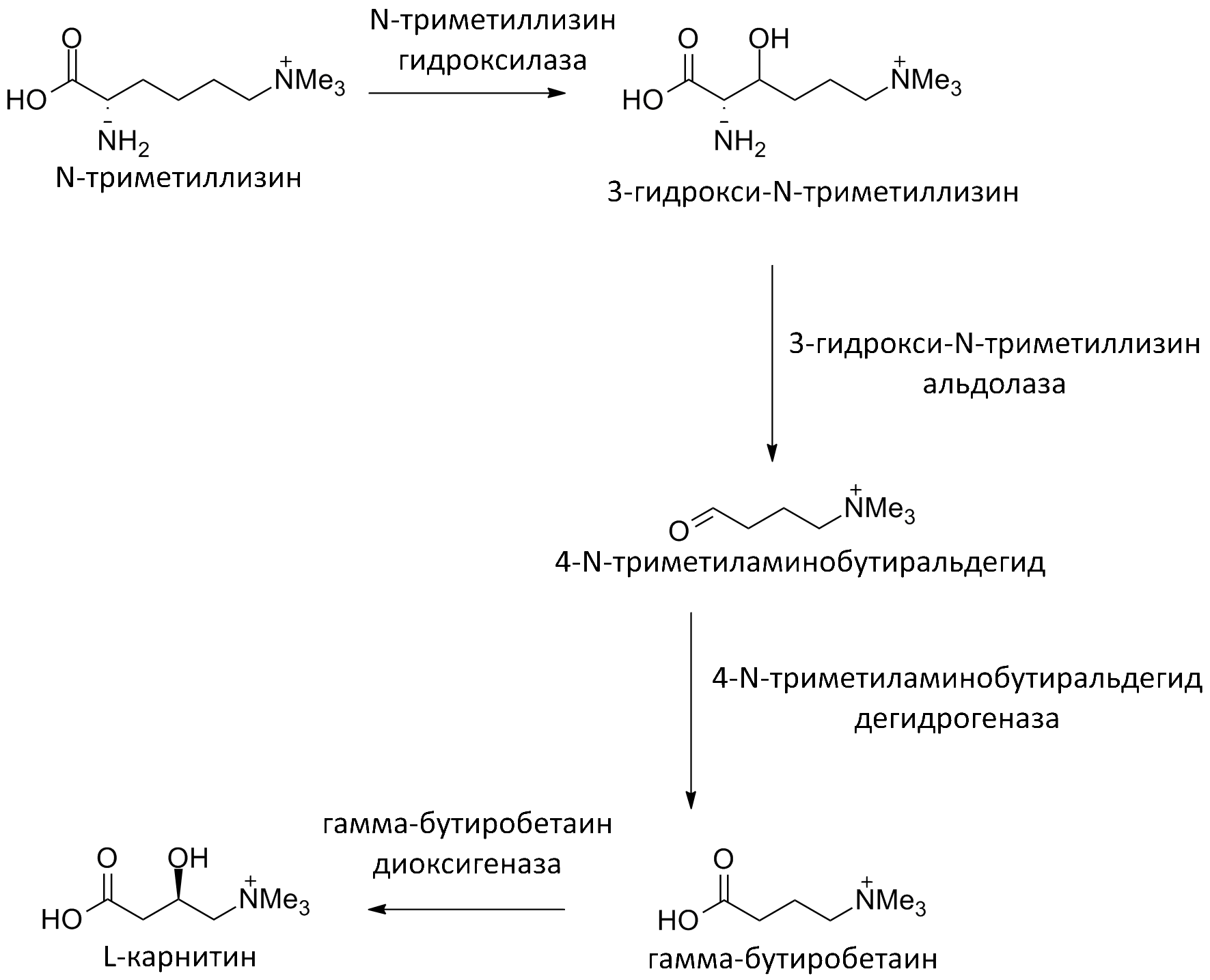
Биосинтез карнитина

В организме человека и животных L-карнитин синтезируется из гамма-бутиробетаина под действием фермента гамма-бутиробетаингидроксилазы (диоксигеназы) в печени и почках, из которых транспортируется в другие ткани и органы. Синтез левокарнитина требует участия витаминов С, В3, В6, В9, В12, железа, лизина, метионина (как источник метильных групп) и ряда ферментов.
Недостаточность карнитина может вызываться генетическими нарушениями (первичная недостаточность, 1 случай на 40-100 тыс. человек) или некоторыми медицинскими состояниями (вторичная недостаточность, в частности, при хронической болезни почек или при приеме некоторых антибиотиков). Организм здорового человека продуцирует L-карнитин в достаточных объемах. Однако, так ли необходим приём дополнительного  количества L-карнитина, всё ещё не ясно. 
Активность гамма-бутиробетаингидроксилазы у новорожденных всего 12 % от уровня взрослых, последний достигается лишь к 15 годам. Таким образом, у детей первых лет и особенно месяцев жизни основным источником карнитина является пища — молоко и мясные продукты.
Некоторые лекарственные препараты снижают синтез карнитина, в частности мельдоний ингибирует фермент гамма-бутиробетаин-гидроксилазу.

## Функции в организме

### Транспорт одноосновных жирных кислот в митохондриальный матрикс

Схема транспорта ацила через митохондриальную мембрану посредством карнитина. 1) Процесс активирования жирной кислоты. 2) Процесс переноса ацила посредством карнитина. CPTI — карнитин-пальмитоилтрансфераза I, CPTII — карнитин-пальмитоилтрансфераза II.

Наряду с углеводами основными источниками энергии являются жиры. Образование энергии из жиров зависит от согласованной работы множества ферментов и переносчиков. Конечной и одной из важнейших стадий этого процесса является окисление жирных кислот и синтез АТФ в митохондриях. Уровень синтеза АТФ зависит от поступления жирных кислот внутрь митохондрий. Ключевым участником этого процесса является L-карнитин, который транспортирует длинноцепочечные жирные кислоты в митохондрии через внутреннюю мембрану последних, в которых происходит их β-окисление до ацетил-КоА с последующей его утилизацией. В более древних органеллах — оксисомах, пероксисомах, карнитин обеспечивает и челночный механизм по доставке ацетил-КоА в цитоплазму для пластических целей. Из молодых органелл — митохондрий, мембрана которых в обратном направлении непроницаема для карнитина, транспорт ацетил-КоА в цитоплазму осуществляется с помощью цитрата, а поступающий в митохондрии карнитин декарбоксилируется до β-метилхолина с последующим удалением.

### Контроль и модуляция внутриклеточного пула CoASH
L-карнитин играет также важную роль в сохранении стабильного уровня кофермента А (CoА, КоА), который необходим для активирования карбоксилсодержащих метаболитов. Тем самым L-карнитин включается в промежуточный обмен в целом, регулируя соотношение ацил-CoA/CoASH и поддерживая необходимый уровень свободного CoASH в клетке. CoASH необходим для бета-окисления, для катаболизма некоторых аминокислот, для дезинтоксикации органических кислот и ксенобиотиков, для функционирования пируватдегидрогеназы и, следовательно, для работы цикла трикарбоновых кислот. L-карнитин способствует удалению короткоцепочечных жирных кислот из митохондрии, освобождая внутримитохондриальный CoA, стабилизация уровня которого и функциональная взаимосвязь между пулами СoA и левокарнитина являются жизненно важными для оптимизации энергетического метаболизма.

### Детоксикация органических кислот и ксенобиотиков
Цитотоксические органические кислоты, как и ксенобиотики, биотрансформируются превращением в производные ацил-CoA, которые удаляются из дальнейшего катаболического процесса.

### Анаболические функции
По некоторым исследованиям, карнитин может улучшать результаты физических нагрузок высокой интенсивности, а также способствовать восстановлению организма после таких нагрузок, однако, в целом, результаты исследований противоречивы. Механизм действия карнитина по улучшению результатов физических нагрузок не вполне ясен. Влияния карнитина на уменьшение жировой ткани не обнаружено.

### Защитное действие при апоптозе
L-карнитин оказывает защитное действие при апоптозе, что обусловлено ингибированием синтеза церамидов (мощные промоторы клеточного апоптоза) и активности каспаз (ключевые медиаторы апоптоза).

## Потребность и нормы потребления левокарнитина
В США не установлено каких-либо рекомендуемых суточных доз карнитина, он не относится к незаменимым пищевым веществам.